# Buch (Weiler-Simmerberg)
Buch (westallgäuerisch: Buǝ(ch)) ist ein Gemeindeteil des Markts Weiler-Simmerberg im  bayerisch-schwäbischen Landkreis Lindau (Bodensee).

## Geographie
Die im Rothachtal gelegene Einöde befindet sich circa 2,5 Kilometer nordöstlich des Hauptorts Weiler im Allgäu und zählt zur Region Westallgäu. Östlich von Buch verläuft die Queralpenstraße B308.

## Ortsname
Der Ortsname stammt vom mittelhochdeutschen buoh für Buchenwald ab und bedeutet (Siedlung am) Buchenwald.

## Geschichte
Buch wurde urkundlich erstmals im Jahr 1452 erwähnt als ein Gut im Ort zu Ellhofen gehörte. Im Jahr 1818 wurden zwei Wohngebäuden im Ort gezählt. Der Ort gehörte einst der Gemeinde Simmerberg an.

### Buchmühle
Im Jahr 1605 wurde eine Gerbmühle in Buch erwähnt. Bis zum Stillstand im Jahr 1870 diente die Bu(ch)mühle bzw. Buemühle am Buchbach als Mahlmühle, Säge und Sennerei.